# Núria López Alonso
|  | Per a altres significats, vegeu «Núria López». |

Núria López Alonso és una química catalana, investigadora a l'Institut Català d'Investigació Química. Va rebre el premi a l'Excel·lència investigadora per la Reial Societat Espanyola de Química el 2015.
López va estudiar Química a la Universitat de Barcelona, on va completar el grau i el doctorat. Es va doctorar en Química Teòrica el 1999. Posteriorment va ingressar al Centre de Física de Materials d'escala atòmica de la Universitat Tècnica de Dinamarca, on va treballar en el laboratori de Jens Nørskov.
El 2001 López va tornar a Barcelona amb una beca Ramón y Cajal a la Universitat de Barcelona. El 2005 estableix el seu propi grup de recerca a l'Institut Català d'Investigació Química (ICIQ), centrat en la fotoelectrocatàlisis. La seva recerca està focalitzada en la realització de simulacions atòmiques al Centre Nacional de Supercomputació per a entendre els mecanismes fonamentals que expliquen la catàlisi heterogènia. El seu grup se centra a dissenyar materials més eficients, selectius i sostenibles per a la catàlisi heterogènia, enfocats a millorar la selectivitat i la catàlisi d'or. El 2015 va rebre el premi a l'Excel·lència investigadora per la Reial Societat Espanyola de Química. D'altra banda, López també va utilitzar la catàlisi heterogènia per a desenvolupar nous materials en la fabricació d'edulcorants, usant productes renovables i de baix cost com l'arabinosa. Amb la seva recerca, ha mostrat que és possible reorganitzar els àtoms de sucre usant un catalitzador de molibdè i una etapa d'hidrogenació catalitzada per ruteni.
López ha realitzat estudis computacionals per a determinar els materials i les condicions experimentals que podrien millorar l'eficàcia dels electrolitzadors d'aigua; dispositius utilitzats per a dividir la molècula d'aigua. En aquests electrolitzadors, l'oxidació d'aigua té lloc prop de l'ànode, que generalment presenta un coll d'ampolla per fer funcionar el dispositiu. En aquest elèctrode, dos àtoms d'oxigen s'uneixen per formar oxigen gasós, que requereix una alineació precisa dels espins de l'electró. Col·locant un imant (ferrita de níquel-zinc) prop de l'ànode, el seu grup era capaç de mostrar que l'evolució de l'oxigen, i la producció associada d'hidrogen, podria aconseguir-se a potencials baixos, salvant quantitats considerables d'energia. S'ha comprovat que ocorre perquè les capes magnètiques actuen alineant els espins dels electrons prop de l'ànode, que controla l'estat d'espín dels electrons en l'oxigen, assegurant que els espins estiguin correctament alineats per a la formació d'una unió oxigen-oxigen. Per a la reacció, van utilitzar catalitzadors abundants, que incloïen el níquel i el ferro. L'imant requerit per doblegar la producció d'hidrogen va costar menys de 10 dòlars.

## Publicacions destacades
- López, Núria «On the origin of the catalytic activity of gold nanoparticles for low-temperature CO oxidation». Journal of Catalysis, 223, 01-04-2004, pàg. 232–235. DOI: 10.1016/j.jcat.2004.01.001.
- López, Núria «Catalytic CO oxidation by a gold nanoparticle: A density functional study». Journal of the American Chemical Society, 124, 38, 25-09-2002, pàg. 11262–11263. DOI: 10.1021/ja026998a. PMID: 12236728.
- López, Núria «The adhesion and shape of nanosized Au particles in a Au/TiO₂ catalyst». Journal of Catalysis, 225, 01-07-2004, pàg. 86–94. DOI: 10.1016/j.jcat.2004.03.036.